# Han raptado a un hombre
Han raptado a un hombre (en italiano, Hanno rapito un uomo) es un film dramático de corte histórico de 1938 dirigida por Gennaro Righelli y protagonizado por Vittorio De Sica, Caterina Boratto y Maria Denis. La película fue filmada en Cinecittà Studios en Roma.

## Reparto
- Vittorio De Sica como el actor
- Caterina Boratto como la Gran Duquesa Sonia
- Maria Denis como la amiga del actor
- Evelina Paoli como La tía de Sonia
- Romolo Costa como L'arciduca Cirillo
- Clara Calamai
- Raffaele Inghilo Ivanitsky
- Cirillo Konopleff
- Giulio Mostocotto
- Gennaro Sabatano
- Carlo Simoneschi